# Pasaporte neerlandés
El pasaporte neerlandés (en neerlandés: Nederlands paspoort) se expide a los ciudadanos del Reino de los Países Bajos (en neerlandés: Koninkrijk der Nederlanden) para viajes internacionales. Como los Países Bajos sólo distinguen una categoría de ciudadano (Nederlandse (Dutch), NLD), para todos los países del reino, los pasaportes son los mismos para los cuatro países. El pasaporte también sirve como medio de identificación como lo requiere la ley neerlandesa desde el 1 de enero de 2005 para todas las personas mayores de catorce. Los pasaportes neerlandeses son válidos por un período de diez años a partir de la fecha de emisión. El pasaporte cumple con las normas (UE 2252/04) para los pasaportes de la Unión Europea.  Desde el 26 de agosto de 2006 todos los pasaportes se emiten como un pasaporte biométrico con un chip RFID incorporado de tarjeta inteligente sin contacto para almacenar datos biométricos. Todo ciudadano neerlandés es también ciudadano de la Unión Europea. La nacionalidad permite los derechos de circulación y residencia en cualquiera de los estados de la Unión Europea, otros Estados del Espacio Económico Europeo y Suiza.

## Diseño
Los pasaportes neerlandeses son color borgoña, con el escudo de armas del Reino de los Países Bajos blasonado en la portada. Las palabras "EUROPESE UNIE" (Unión Europea) y "KONINKRIJK DER NEDERLANDEN" (Reino de los Países Bajos) están inscritas por encima del escudo de armas y "PASPOORT" (pasaporte), de conformidad con las normas de diseño establecidas por el parlamento de la Unión Europea. El pasaporte biométrico modelo 2011 también incluye el símbolo de pasaporte biométrico () de la OACI en la parte inferior de la cubierta. El pasaporte regular contiene 34 páginas, 28 de las cuales pueden ser usadas para visas. Cada chip contiene un registro digital de las huellas dactilares de la persona

### Página de Información de Identidad
El pasaporte neerlandés incluye los siguientes datos en la página de información de identidad:
- Número de identificación personal (en la parte posterior de la página de información de identidad) Foto del titular del pasaporte
- Foto del titular de pasaporte (tipo pasaporte)
- Código (NLD)
- Nacionalidad (Neerlandés/esa)
- Núm. de documento
- Apellido
- Nombre/s
- Fecha de nacimiento
- Lugar de nacimiento
- Sexo
- Estatura
- Fecha de emisión
- Fecha de expiración
- Firma (de titular)
- Autoridad emisora (Si es emitida en los Países Bajos, el Alcalde del municipio de residencia, sí se expide en un puesto diplomático en el extranjero, el ministro de relaciones exteriores)

La página de información termina con la Zona de lectura mecánica empezando por P<NLD

### Idiomas
Para cada artículo en el pasaporte los subtítulos se proporcionan en neerlandés, inglés y francés. Estos títulos están numerados y las traducciones a los veintitrés idiomas oficiales de la Unión Europea figuran en las dos últimas páginas del pasaporte.

### Nota de pasaporte
El pasaporte neerlandés contiene en su cubierta interior en neerlandés, inglés y francés las palabras
'In naam van Zijne Majesteit de Koning der Nederlanden, Prins van Oranje-Nassau, enz. enz. enz., verzoekt de Minister van Buitenlandse Zaken alle overheden van bevriende staten aan de houder van dit paspoort vrije en ongehinderde doorgang te verlenen alsmede alle hulp en bijstand te verschaffen.'
En nombre de Su Majestad el Rey de los Países Bajos, Príncipe de Orange-Nassau, etc. etc. etc., El Ministro de Asuntos Exteriores pide a todas las autoridades de poderes amistosos que permitan al portador del presente pasaporte pasar libremente sin dejar obstáculo y dar al portador toda la ayuda y protección que puedan ser necesarias.
El término etc. etc. etc. refleja el gran número de otros títulos que posee el rey y que normalmente no se mencionan.

## Validez
Los pasaportes regular y de negocios son válidos por un período de diez años a partir de la fecha de emisión (cinco años para los menores de edad). Un segundo pasaporte es válido por un período de dos años a partir de la fecha de emisión. Los pasaportes de emergencia son válidos para la duración del viaje, pero no más de un período de un año a partir de la fecha de emisión. Los pasaportes de extranjeros son válidos para el mismo período que el correspondiente permiso de residencia es válido.

## Tipos de pasaportes
- Pasaporte regular (neerlandés: Nationaal paspoort) emitido para viajes de vacaciones y de negocios y para la identificación requerida por la ley neerlandesa. El pasaporte contiene 34 páginas y es válido por un período de diez años a partir de la fecha de emisión.[5]
- Segundo pasaporte (en neerlandés: Tweede paspoort) El segundo pasaporte expedido con fines comerciales sólo a aquellos ciudadanos que viajan con frecuencia y tienen problemas al entrar en los países debido a la visa (sellos) presente en el pasaporte regular o porque el pasaporte regular está en proceso para obtener otra visa por una embajada extranjera. El pasaporte es válido por un período de dos años a partir de la fecha de emisión.[6]
- Pasaporte de negocios (en neerlandés: Zakenpaspoort) emitido con páginas adicionales que se pueden utilizar para la visa. El pasaporte de negocios contiene 66 páginas y es válido por un período de diez años a partir de la fecha de emisión.[7]
- Pasaporte diplomático (en neerlandés: Diplomatiek paspoort) expedido a personas que representan al gobierno neerlandés en asuntos oficiales y que ofrece inmunidad diplomática como se define en la convención de Viena sobre relaciones diplomáticas. El pasaporte contiene 66 páginas.[8]
- Pasaporte de servicio (en neerlandés: Dienstpaspoort) expedido a personas que representan al gobierno neerlandés en asuntos oficiales, pero sin ofrecer inmunidad diplomática. El pasaporte contiene 66 páginas.[9]
- Pasaporte de emergencia (portada rosa) (en neerlandés: Noodpaspoort) expedido a ciudadanos neerlandeses que no pueden obtener un pasaporte adecuado a tiempo para viajar, se aplican estrictas normas.[10]
- Pasaporte de extranjero (pasaporte de alienígena) (la cubierta verde) (en neerlandés: Vreemdelingenpaspoort) expedido para los propósitos que viajan a los residentes no neerlandeses de los Países Bajos que no pueden obtener un pasaporte de su propio gobierno.[11]
- Laissez-Passer (portada azul) documento de viaje de emergencia con 8 páginas que contienen información manuscrita.[12]

## Requerimientos de visado

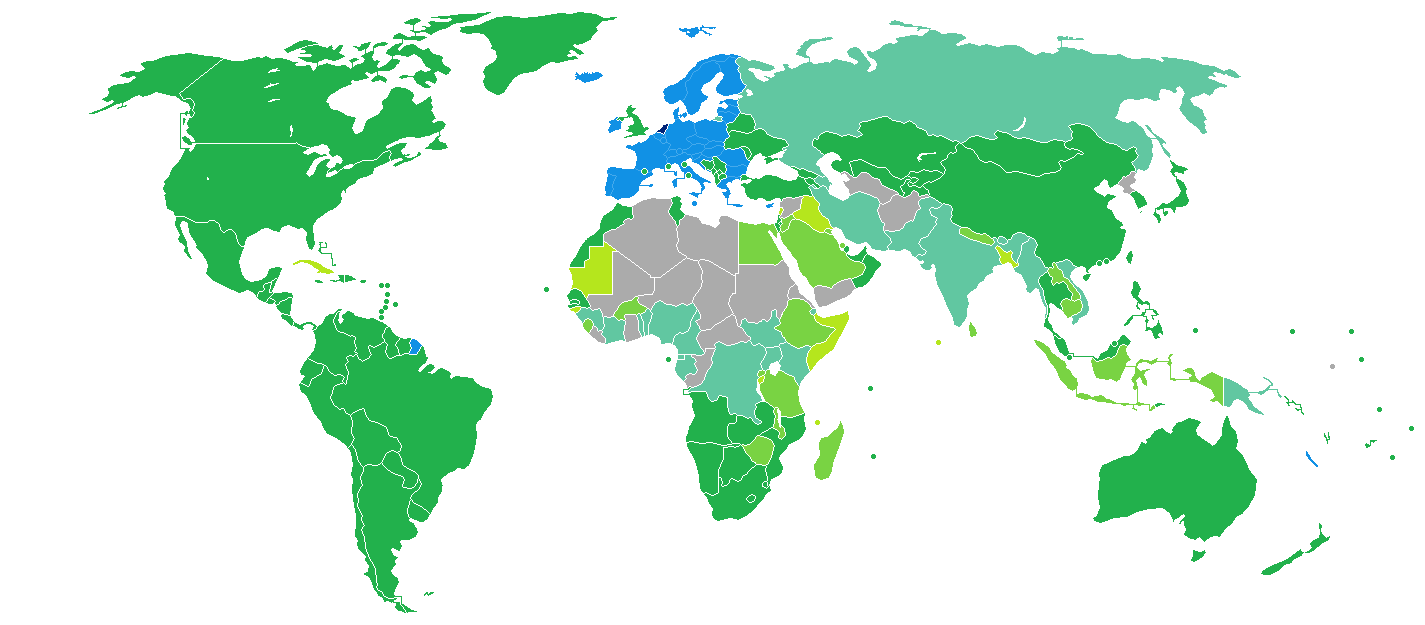
Requisitos de visado para ciudadanos neerlandeses
Países Bajos
Libre movimiento (Espacio Schengen)
No requiere visa
Visa a la llegada
eVisa
Visa disponible tanto a la llegada como en línea
Se requiere visa antes de la llegada

Los requisitos de visado para los ciudadanos neerlandedeses son las restricciones administrativas de entrada por parte de las autoridades de otros estados a los ciudadanos de los Países Bajos. En 2014, los ciudadanos neerlandeses tenían acceso sin visado o visa a su llegada a 172 países y territorios, clasificando el pasaporte neerlandés en el tercer lugar del mundo según el índice de restricciones de visa. Aunque un pasaporte se utiliza a menudo para viajar, es la nacionalidad más que el pasaporte que los viajes sin visado se basan.

## Galería de imágenes históricas

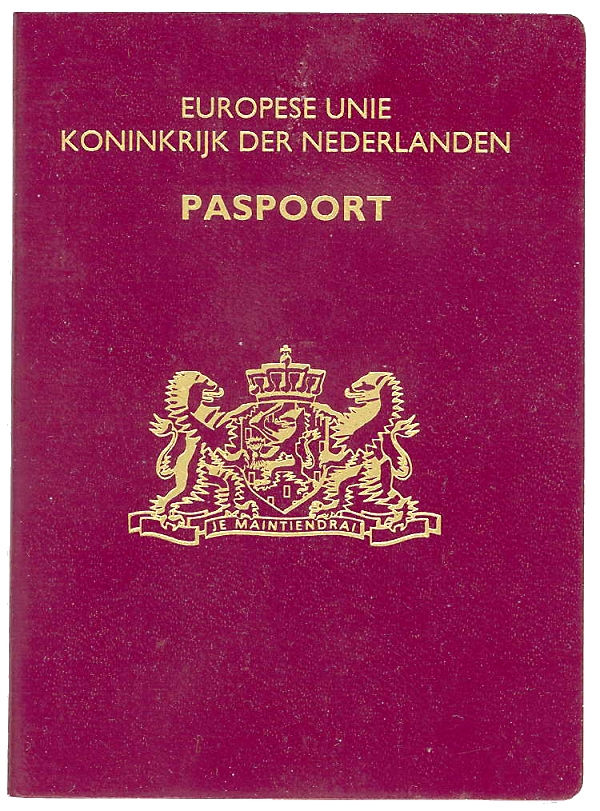
Cubierta de pasaporte neerlandesa publicada en 2006
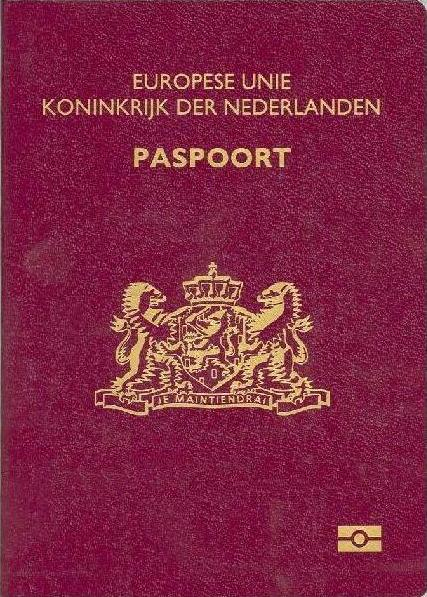
Cubierta de pasaporte biométrico neerlandés cuando emitió en 2006.
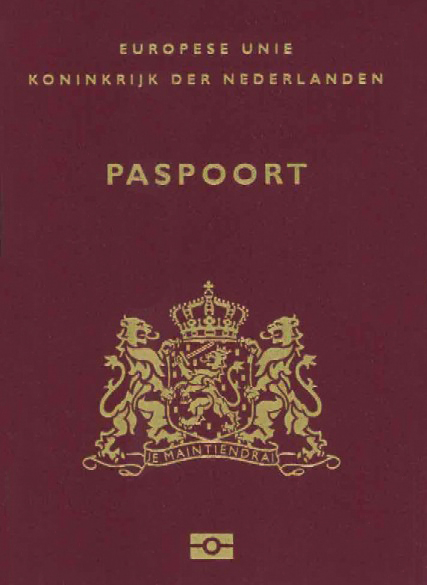
Cubierta de pasaporte biométrico neerlandés cuando emitió en 2011.